# Массивный компактный объект гало
Массивный астрофизический компактный объект гало (англ. massive astrophysical compact halo object, MACHO) — астрономический объект, способный объяснить присутствие тёмной материи в гало галактик. 
MACHO представляет[уточнить] собой объект, состоящий из обычного барионного вещества, излучающий мало энергии (или вообще не излучающий) и двигающийся в межзвёздном пространстве, будучи не связанным ни с какой планетной системой. Поскольку MACHO не являются яркими объектами, их сложно обнаружить. MACHO могут представлять собой чёрные дыры, нейтронные звёзды, коричневые карлики или планеты-сироты. Иногда к MACHO причисляют белые карлики и очень тусклые красные карлики. 
Термин MACHO предложил астрофизик Ким Грайст (англ. Kim Griest) в 1991 году. Этот акроним, намекающий на исп. macho — «мачо, мужлан», является противопоставлением ранее предложенному американским космологом Майклом Тёрнером термину WIMP для гипотетических небарионных слабо взаимодействующих массивных элементарных частиц, которые практически не взаимодействуют с обычным веществом и рассматриваются среди основных кандидатов на роль тёмной материи (англ. wimp — «зануда, слабак»)

## Типы
- Иногда считается, что к объектам MACHO могут относиться чёрные дыры, и существует предположение о возможном наличии гало из чёрных дыр вокруг Млечного Пути.

Чёрные дыры иногда обнаруживаются по гало яркого газа и пыли, образующемуся по мере разрушения притяжением чёрной дыры аккреционного диска. Подобный диск может создавать джеты газа, выбрасываемого из окрестностей чёрной дыры. Изолированная же чёрная дыра не будет обладать аккреционным диском и может быть обнаружена лишь по гравитационному линзированию.
Космологи подвергают сомнению утверждение о том, что MACHO составляют значительную часть тёмной материи, поскольку чёрные дыры располагаются в отдельных точках галактики. Но наибольшая часть объектов, составляющих тёмную материю, должна быть равномерно распределённой по галактике для уравновешивания гравитации. Некоторые физики, например, Джордж Чаплин (англ. George Chapline) и Роберт Лафлин (англ. Robert B. Laughlin) считают, что принятая модель чёрных дыр некорректна и должна быть заменена новой моделью: так называемой гипотезой о звёздах тёмной энергии. В общем случае для новой модели распределение тёмной энергии будет клочковатым, а звёзды тёмной энергии основного типа могут являться возможными кандидатами MACHO.
- Нейтронные звёзды, в отличие от чёрных дыр, недостаточно тяжелы для полного коллапса, вместо этого они формируют вещество,  более похожее по свойствам на атомные ядра (иногда неформально называемое нейтронием). После некоторого времени такие звёзды могут излучать достаточное количество энергии, чтобы охладиться и перестать быть наблюдаемыми. Аналогично старые белые карлики также могут остыть и превратиться в чёрные карлики, хотя Вселенная имеет для этого слишком малый возраст.

- Другими кандидатами на роль MACHO являются коричневые карлики. Иногда их называют неудавшимися звёздами, поскольку они не обладают достаточной массой для того, чтобы начать термоядерные реакции. Следовательно, единственным источником энергии для них является гравитационное сжатие; такие звёзды могут быть видимыми в некоторых условиях. Массы коричневых карликов составляют от 13 до 75 масс Юпитера.

## Теоретическое рассмотрение
Теоретические рассмотрения показали, что вероятность большого вклада старых объектов MACHO в современное количество тёмной материи во Вселенной мала. Согласно современным представлениям, во время Большого взрыва не могло сформироваться достаточного количества барионов. Отдельные наблюдения барионных акустических осцилляций как в микроволновом фоне, так и в крупномасштабном распределении галактик, дают ограничения на отношение количества барионов к полному количеству вещества во Вселенной. Подобные наблюдения показали, что вне зависимости от наличия или отсутствия MACHO доля небарионного вещества должна быть большой.

## Обнаружение
MACHO можно обнаружить при прохождении перед звездой, поскольку притяжение объекта искривит путь распространения света, вследствие  чего звезда будет казаться более яркой из-за эффекта гравитационного микролинзирования.
Несколько групп исследователей пытались обнаружить объекты MACHO путём поиска усиления света при микролинзировании. По результатам исследования был сделан вывод о том, что наличие тёмной материи нельзя объяснить присутствием MACHO в интервале масс от 1⋅10−8 до 100 масс Солнца.  
Группа "the MACHO collaboration" утверждала, что были обнаружены достаточно надёжные проявления микролинзирования, чтобы предсказать наличие большого количества MACHO с массами около 0,5 массы Солнца, способного объяснить присутствие около 20 % тёмной материи в нашей Галактике.
Данный вывод подразумевает, что объекты MACHO могут быть белыми карликами или красными карликами с похожими массами. Однако белые и красные карлики не являются совершенно тёмными; они испускают некоторое излучение, поэтому их можно обнаружить в рамках обзоров неба. Проводимые обзоры позволили отвергнуть предположение о том, что подобные объекты составляют значимую часть тёмной материи в нашей галактике. Другая группа исследователей, "the EROS2 collaboration", не подтвердила выводы первой группы. Они не обнаружили достаточного количества явлений микролинзирования при увеличенной вдвое чувствительности. Наблюдения на инструменте NICMOS телескопа «Хаббл» показали, что менее процента массы гало составляют красные карлики, что соответствует пренебрежимо малой доле от массы гало тёмной материи.